# Alsophila hirtaria
Alsophila hirtaria är en fjärilsart som beskrevs av Fabricius 1777. Alsophila hirtaria ingår i släktet Alsophila och familjen mätare. Inga underarter finns listade i Catalogue of Life.